# Aspetes
Aspetes (em grego: Ἀσπέτης) ou aspete (em armênio: Ասպետ; romaniz.: aspet) foi um título militar hereditário da nobreza armênia, geralmente utilizado pela família Bagratúnio. Derivou do persa antigo *viƒa/visapati (chefe do clã), ou mais provavelmente aspapati, e depois aspbad/-bed, que designava o mestre do cavalo iraniano. Provavelmente a sua existência na Armênia deve-se à imitação do nome Aspabade (Aspāhbad), uma das sete grandes casas da Pártia. A família nobre bizantina de origem armênia Aspieta teve seu nome derivado de aspetes.
O exército armênio era composto predominantemente de cavalaria, sob o comando do asparapetes, não deixando espaço para um mestre do cavalo. Quase não há referências de historiadores armênios do período arsácida para quaisquer bagrátidas no comando das forças do rei. Como o malcaz da família Corcorúnio, aspetes parece ter sido o título especial e gentilício dos bagrátidas, do qual derivou o outro nome deles, Aspetúnio. Este título desapareceu após a conquista árabe da Armênia.